# Verein für Leibesübungen von 1899 2006-2007
Questa voce raccoglie le informazioni riguardanti il Verein für Leibesübungen von 1899 nelle competizioni ufficiali della stagione 2006-2007.

## Stagione
Nella stagione 2006-2007 l'Osnabrück, allenato da Claus-Dieter Wollitz, concluse il campionato di Regionalliga nord al 2º posto. In Coppa di Germania l'Osnabrück fu eliminato agli ottavi dal Hertha Berlino.

## Rosa
| N. |                         | Ruolo | Calciatore           |
| -- | ----------------------- | ----- | -------------------- |
| 1  | Germania (bandiera)     | P     | Frederik Gößling     |
| 2  | Germania (bandiera)     | D     | Marko Tredup         |
| 3  | Germania (bandiera)     | D     | Jan Schanda          |
| 4  | Paesi Bassi (bandiera)  | D     | Dave de Jong         |
| 5  | Germania (bandiera)     | C     | Mathias Surmann      |
| 6  | Germania (bandiera)     | D     | Oliver Beer          |
| 7  | Libano (bandiera)       | C     | Bilal Aziz           |
| 8  | Stati Uniti (bandiera)  | C     | Joe Enochs           |
| 9  | Germania (bandiera)     | A     | Thomas Reichenberger |
| 10 | Germania (bandiera)     | C     | Alexander Nouri      |
| 11 | Germania (bandiera)     | D     | Andreas Schäfer      |
| 12 | Germania (bandiera)     | P     | Tobias Langemeyer    |
| 13 | RD del Congo (bandiera) | A     | Addy-Waku Menga      |
| 14 | Germania (bandiera)     | D     | Daniel Flottmann     |

| N. |                       | Ruolo | Calciatore               |
| -- | --------------------- | ----- | ------------------------ |
| 16 | Germania (bandiera)   | C     | Hendrik Großöhmichen     |
| 17 | Germania (bandiera)   | C     | Daniel Cartus            |
| 18 | Germania (bandiera)   | A     | Markus Feldhoff          |
| 19 | Germania (bandiera)   | C     | Christian Mäscher        |
| 19 | Germania (bandiera)   | C     | Mike Thomas              |
| 21 | Germania (bandiera)   | P     | Marian Unger             |
| 22 | Kazakistan (bandiera) | D     | Konstantin Engel         |
| 23 | Malawi (bandiera)     | A     | Daniel Chitsulo          |
| 24 | Germania (bandiera)   | C     | Jonnie Guimaraes-Klausch |
| 25 | Germania (bandiera)   | C     | Simon Tüting             |
| 30 | Germania (bandiera)   | D     | Thomas Cichon            |
| 33 | Germania (bandiera)   | A     | Nico Frommer             |
| 40 | Germania (bandiera)   | D     | Dominique Ndjeng         |

## Organigramma societario
Area tecnica
- Allenatore: Claus-Dieter Wollitz
- Allenatore in seconda:
- Preparatore dei portieri: Rolf Meyer
- Preparatori atletici:
- Analisi video:

## Calciomercato

### Sessione estiva
| Acquisti | Acquisti             | Acquisti        | Acquisti |
| R.       | Nome                 | da              | Modalità |
| -------- | -------------------- | --------------- | -------- |
| C        | Bilal Aziz           | Schalke 04      |          |
| D        | Oliver Beer          | Preußen Münster |          |
| C        | Daniel Cartus        | Wehen Wiesbaden |          |
| A        | Daniel Chitsulo      | Colonia         |          |
| P        | Frederik Gößling     | Preußen Münster |          |
| C        | Hendrik Großöhmichen | Hannover 96     |          |
| D        | Dominique Ndjeng     | LR Ahlen        |          |
| C        | Mathias Surmann      | Greuther Fürth  |          |
| D        | Marko Tredup         | LR Ahlen        |          |
| P        | Marian Unger         | Neuruppin       |          |

| Cessioni | Cessioni         | Cessioni               | Cessioni |
| R.       | Nome             | a                      | Modalità |
| -------- | ---------------- | ---------------------- | -------- |
| P        | Tino Berbig      | Dinamo Dresda          |          |
| C        | Edgar Bernhardt  | Eintracht Braunschweig |          |
| A        | Shergo Biran     | Eintracht Treviri      |          |
| A        | Marc Heider      | Werder Brema II        |          |
| C        | Björn Joppe      | Aalen                  |          |
| C        | Michael Kügler   | Dinamo Dresda          |          |
| C        | Wolfgang Schütte | Meppen                 |          |
| C        | Olliver Villar   | Eintracht Nordhorn     |          |
| C        | Marcus Wedau     | Brisbane Roar          |          |

### Sessione invernale
| Acquisti | Acquisti     | Acquisti     | Acquisti |
| R.       | Nome         | da           | Modalità |
| -------- | ------------ | ------------ | -------- |
| A        | Nico Frommer | Unterhaching |          |

| Cessioni | Cessioni            | Cessioni  | Cessioni |
| R.       | Nome                | a         | Modalità |
| -------- | ------------------- | --------- | -------- |
| C        | Florian Heidenreich | Sciaffusa |          |

## Risultati

### Regionalliga

#### Girone di andata
| 5 agosto 2006 1ª giornata |  | – turno di riposo |  |  |

| Arbitro: | Gräfe |

|          |           |  |
| Aziz 31’ | Marcatori |  |

| Arbitro: | Gerber |

|               |           |                                         |
| Cornelius 83’ | Marcatori | 25’ Reichenberger 31’ (aut.) Brunnemann |

| Arbitro: | Kinhöfer |

|                                   |           |            |
| Cartus 57’, 89’ Reichenberger 59’ | Marcatori | 87’ Koziak |

| Arbitro: | Schumacher |

|                        |           |  |
| Prest 75’ Kullmann 90’ | Marcatori |  |

| Arbitro: | Schößling |

|                 |           |             |
| Aziz 50’ (rig.) | Marcatori | 14’ Siberie |

| Arbitro: | Gorniak |

|          |           |  |
| Saka 61’ | Marcatori |  |

| Arbitro: | Perl |

|                                   |           |                            |
| Cartus 49’ Menga 78’ Chitsulo 84’ | Marcatori | 33’ Rump 65’ (aut.) Ndjeng |

| Arbitro: | Kinhöfer |

|                                  |           |             |
| Peitz 12’ Artmann 28’ Harnik 81’ | Marcatori | 69’ Schäfer |

| Arbitro: | Maier |

|                |           |  |
| Menga 17’, 82’ | Marcatori |  |

| Arbitro: | Kempter |

|                                 |           |                             |
| Benyamina 9’ Schäfer 88’ (aut.) | Marcatori | 44’ Menga 65’ (rig.) Cichon |

| Arbitro: | Thielert |

|                |           |  |
| Menga 11’, 90’ | Marcatori |  |

| Arbitro: | Hofmann |

|              |           |                             |
| Hergesell 1’ | Marcatori | 68’ Menga 84’ Reichenberger |

| Arbitro: | Anklam |

|                     |           |                          |
| Nouri 32’ Menga 62’ | Marcatori | 5’ (rig.), 53’ Schindler |

| Arbitro: | Schößling |

|                     |           |                               |
| Takyi 30’ Braun 32’ | Marcatori | 10’ Schanda 62’ Reichenberger |

| Arbitro: | Zwayer |

|                                                           |           |                |
| Menga 30’, 59’ Reichenberger 44’ Schäfer 88’ Chitsulo 90’ | Marcatori | 81’ Ben-Hatira |

| Arbitro: | Bartsch |

|                       |           |  |
| Dobrý 61’ Bartels 69’ | Marcatori |  |

| Arbitro: | Kampka |

|             |           |  |
| Schäfer 29’ | Marcatori |  |

| Arbitro: | Kuhl |

|  |           |                                          |
|  | Marcatori | 51’ Chitsulo 64’ Nouri 76’ Reichenberger |

#### Girone di ritorno
| 9 dicembre 2006 20ª giornata |  | – turno di riposo |  |  |

| Arbitro: | Brych |

|                   |           |  |
| Feinbier 33’, 52’ | Marcatori |  |

| Arbitro: | Kempter |

|                                     |           |  |
| Reichenberger 1’, 6’, 14’ Menga 61’ | Marcatori |  |

| Arbitro: | Winkmann |

|  |           |                   |
|  | Marcatori | 41’ Reichenberger |

| Arbitro: | Thielert |

|            |           |              |
| Cartus 84’ | Marcatori | 64’ Kotuljac |

| Arbitro: | Schößling |

|                                        |           |           |
| Manno 58’ Bölstler 63’ Rietpietsch 87’ | Marcatori | 72’ Menga |

| Arbitro: | Gorniak |

|           |           |                 |
| Menga 51’ | Marcatori | 34’ Omerbegović |

| Arbitro: | Anklam |

|                  |           |  |
| Kruppke 64’, 84’ | Marcatori |  |

| Osnabrück 27 marzo 2007, ore 19:30 CEST 28ª giornata | Osnabrück | 0 – 0 referto | Werder Brema II | Osnatel Arena (9 500 spett.)\| Arbitro: \| Winkmann \| |
| Arbitro:                                             | Winkmann  |               |                 |                                                        |

| Arbitro: | Kuhl |

|                   |           |                                                  |
| Müller 45’ (rig.) | Marcatori | 9’ Schanda 49’ (rig.) Reichenberger 64’ Chitsulo |

| Arbitro: | Drees |

|              |           |  |
| Chitsulo 53’ | Marcatori |  |

| Arbitro: | Gräfe |

|            |           |  |
| O'Neill 9’ | Marcatori |  |

| Arbitro: | Joerend |

|                                                 |           |                                        |
| Chitsulo 9’ Cichon 63’ (rig.) Reichenberger 84’ | Marcatori | 5’, 90’ (rig.) Papadopulos 83’ Hübener |

| Arbitro: | Anklam |

|               |           |             |
| Celikovic 16’ | Marcatori | 87’ Surmann |

| Osnabrück 5 maggio 2007, ore 14:00 CEST 34ª giornata | Osnabrück | 0 – 0 referto | St. Pauli | Osnatel Arena (18 415 spett.)\| Arbitro: \| Winkmann \| |
| Arbitro:                                             | Winkmann  |               |           |                                                         |

| Arbitro: | Kuhl |

|                                          |           |                              |
| Sam 2’, 65’ Cannizzaro 48’ Zimmerman 75’ | Marcatori | 83’ (aut.) Reichel 84’ Menga |

| Arbitro: | Borsch |

|                                         |           |                        |
| Menga 76’ (rig.) Reichenberger 81’, 87’ | Marcatori | 42’ Dobrý 65’ Guščinas |

| Arbitro: | Kunsleben |

|  |           |                                               |
|  | Marcatori | 17’, 89’ Reichenberger 28’ Schäfer 84’ Enochs |

| Arbitro: | Gagelmann |

|                              |           |           |
| Cichon 80’ Reichenberger 86’ | Marcatori | 11’ Bamba |

### Coppa di Germania
| Arbitro: | Drees |

|                                             |           |                 |
| Cichon 54’ (rig.) Aziz 64’ (rig.) Menga 70’ | Marcatori | 85’ (rig.) Kuru |

| Arbitro: | Gräfe |

|                |           |           |
| Menga 17’, 58’ | Marcatori | 20’ Sonck |

| Arbitro: | Kinhöfer |

|  |           |                            |
|  | Marcatori | 34’ Fathi 40’, 50’ Giménez |

## Statistiche

### Statistiche di squadra
| Competizione      | Punti | In casa | In casa | In casa | In casa | In casa | In casa | In trasferta | In trasferta | In trasferta | In trasferta | In trasferta | In trasferta | Totale | Totale | Totale | Totale | Totale | Totale | DR  |
| Competizione      | Punti | G       | V       | N       | P       | Gf      | Gs      | G            | V            | N            | P            | Gf           | Gs           | G      | V      | N      | P      | Gf     | Gs     | DR  |
| ----------------- | ----- | ------- | ------- | ------- | ------- | ------- | ------- | ------------ | ------------ | ------------ | ------------ | ------------ | ------------ | ------ | ------ | ------ | ------ | ------ | ------ | --- |
| Regionalliga nord | 61    | 18      | 11      | 7       | 0       | 35      | 15      | 18           | 6            | 3            | 9            | 24           | 28           | 36     | 17     | 10     | 9      | 59     | 43     | +16 |
| Coppa di Germania | -     | 3       | 2       | 0       | 1       | 5       | 5       | 0            | 0            | 0            | 0            | 0            | 0            | 3      | 2      | 0      | 1      | 5      | 5      | 0   |
| Totale            | 61    | 21      | 13      | 7       | 1       | 40      | 20      | 18           | 6            | 3            | 9            | 24           | 28           | 39     | 19     | 10     | 10     | 64     | 48     | +16 |

### Andamento in campionato
| Giornata  | 1  | 2 | 3 | 4 | 5 | 6 | 7 | 8 | 9 | 10 | 11 | 12 | 13 | 14 | 15 | 16 | 17 | 18 | 19 | 20 | 21 | 22 | 23 | 24 | 25 | 26 | 27 | 28 | 29 | 30 | 31 | 32 | 33 | 34 | 35 | 36 | 37 | 38 |
| --------- | -- | - | - | - | - | - | - | - | - | -- | -- | -- | -- | -- | -- | -- | -- | -- | -- | -- | -- | -- | -- | -- | -- | -- | -- | -- | -- | -- | -- | -- | -- | -- | -- | -- | -- | -- |
| Luogo     |    | C | T | C | T | C | T | C | T | C  | T  | C  | T  | C  | T  | C  | T  | C  | T  |    | T  | C  | T  | C  | T  | C  | T  | C  | T  | C  | T  | C  | T  | C  | T  | C  | T  | C  |
| Risultato |    | V | V | V | P | N | P | V | P | V  | N  | V  | V  | N  | N  | V  | P  | V  | V  |    | P  | V  | V  | N  | P  | N  | P  | N  | V  | V  | P  | N  | N  | N  | P  | V  | V  | V  |
| Posizione | 12 | 9 | 6 | 1 | 6 | 6 | 8 | 8 | 9 | 6  | 6  | 4  | 2  | 2  | 2  | 1  | 1  | 2  | 1  | 1  | 1  | 1  | 1  | 1  | 1  | 1  | 3  | 4  | 1  | 1  | 1  | 2  | 3  | 3  | 4  | 3  | 3  | 2  |

Legenda:

Luogo: C = Casa; T = Trasferta. Risultato: V = Vittoria; N = Pareggio; P = Sconfitta.

### Statistiche dei giocatori
| Giocatore            | Regionalliga nord | Regionalliga nord | Regionalliga nord | Regionalliga nord | Coppa di Germania | Coppa di Germania | Coppa di Germania | Coppa di Germania | Totale   | Totale | Totale      | Totale     |
| Giocatore            | Presenze          | Reti              | Ammonizioni       | Espulsioni        | Presenze          | Reti              | Ammonizioni       | Espulsioni        | Presenze | Reti   | Ammonizioni | Espulsioni |
| -------------------- | ----------------- | ----------------- | ----------------- | ----------------- | ----------------- | ----------------- | ----------------- | ----------------- | -------- | ------ | ----------- | ---------- |
| B. Aziz              | 26                | 2                 | 5                 | 0                 | 3                 | 1                 | 0                 | 0                 | 29       | 3      | 5           | 0          |
| O. Beer              | 27                | 0                 | 6                 | 0                 | 1                 | 0                 | 0                 | 0                 | 28       | 0      | 6           | 0          |
| D. Cartus            | 19                | 4                 | 3                 | 0                 | 2                 | 0                 | 2                 | 0                 | 21       | 4      | 5           | 0          |
| D. Chitsulo          | 33                | 6                 | 1                 | 0                 | 3                 | 0                 | 1                 | 0                 | 36       | 6      | 2           | 0          |
| T. Cichon            | 32                | 3                 | 4                 | 0                 | 3                 | 1                 | 2                 | 0                 | 35       | 4      | 6           | 0          |
| K. Engel             | 1                 | 0                 | 0                 | 0                 | 0                 | 0                 | 0                 | 0                 | 1        | 0      | 0           | 0          |
| J. Enochs            | 31                | 1                 | 8                 | 0                 | 3                 | 0                 | 1                 | 0                 | 34       | 1      | 9           | 0          |
| M. Feldhoff          | 4                 | 0                 | 1                 | 0                 | 0                 | 0                 | 0                 | 0                 | 4        | 0      | 1           | 0          |
| D. Flottmann         | 6                 | 0                 | 1                 | 0                 | 0                 | 0                 | 0                 | 0                 | 6        | 0      | 1           | 0          |
| N. Frommer           | 4                 | 0                 | 0                 | 0                 | 0                 | 0                 | 0                 | 0                 | 4        | 0      | 0           | 0          |
| H. Großöhmichen      | 21                | 0                 | 1                 | 1                 | 1                 | 0                 | 0                 | 0                 | 22       | 0      | 1           | 1          |
| J. Guimaraes-Klausch | 0                 | 0                 | 0                 | 0                 | 0                 | 0                 | 0                 | 0                 | 0        | 0      | 0           | 0          |
| F. Gößling           | 36                | 0                 | 1                 | 0                 | 3                 | 0                 | 1                 | 0                 | 39       | 0      | 2           | 0          |
| F. Heidenreich       | 4                 | 0                 | 0                 | 0                 | 0                 | 0                 | 0                 | 0                 | 4        | 0      | 0           | 0          |
| T. Langemeyer        | 0                 | 0                 | 0                 | 0                 | 0                 | 0                 | 0                 | 0                 | 0        | 0      | 0           | 0          |
| A. Menga             | 29                | 15                | 4                 | 0                 | 2                 | 3                 | 0                 | 0                 | 31       | 18     | 4           | 0          |
| C. Mäscher           | 1                 | 0                 | 0                 | 0                 | 0                 | 0                 | 0                 | 0                 | 1        | 0      | 0           | 0          |
| D. Ndjeng            | 30                | 0                 | 3                 | 0                 | 3                 | 0                 | 0                 | 0                 | 33       | 0      | 3           | 0          |
| A. Nouri             | 24                | 2                 | 6                 | 1                 | 3                 | 0                 | 1                 | 0                 | 27       | 2      | 7           | 1          |
| T. Reichenberger     | 30                | 17                | 7                 | 0                 | 2                 | 0                 | 0                 | 0                 | 32       | 17     | 7           | 0          |
| J. Schanda           | 30                | 2                 | 2                 | 0                 | 3                 | 0                 | 2                 | 0                 | 33       | 2      | 4           | 0          |
| A. Schäfer           | 34                | 4                 | 2                 | 0                 | 2                 | 0                 | 0                 | 0                 | 36       | 4      | 2           | 0          |
| M. Surmann           | 23                | 1                 | 2                 | 0                 | 1                 | 0                 | 0                 | 0                 | 24       | 1      | 2           | 0          |
| M. Thomas            | 0                 | 0                 | 0                 | 0                 | 0                 | 0                 | 0                 | 0                 | 0        | 0      | 0           | 0          |
| M. Tredup            | 24                | 0                 | 5                 | 0                 | 3                 | 0                 | 0                 | 0                 | 27       | 0      | 5           | 0          |
| S. Tüting            | 8                 | 0                 | 0                 | 0                 | 0                 | 0                 | 0                 | 0                 | 8        | 0      | 0           | 0          |
| M. Unger             | 0                 | 0                 | 0                 | 0                 | 0                 | 0                 | 0                 | 0                 | 0        | 0      | 0           | 0          |
| D. de Jong           | 16                | 0                 | 2                 | 0                 | 3                 | 0                 | 0                 | 0                 | 19       | 0      | 2           | 0          |